# Рила
Вижте пояснителната страница за други значения на Рила.
Рѝла е най-високата планина в България и на Балканския полуостров. Намира се в югозападната част на страната и по-точно в северозападния край на Рило-Родопския планински масив. Най-високият връх на планината – Мусала, със своите 2925,2 m е и най-високият на Балканския полуостров и в Източна Европа. По билото на Рила минава Главният български вододел, който съвпада с Главния балкански вододел, разделящ водосборните басейни на Черно и Егейско море.
В Европа Рила се нарежда на 6-о място по височина след планините Кавказ (връх Елбрус – 5642 m), Алпите (връх Монблан – 4807 m), Сиера Невада (връх Муласен – 3479 m), Пиренеите (връх Ането – 3404 m) и Етна (3357 m). От планината извират едни от най-големите и пълноводни български реки – Искър, Марица и Места.
Най-напред планината се е наричала Донука, Дунакс, Доункас, а „Рила“ най-вероятно произлиза от глагола „рия“, и първо така е била кръстена реката със същото име.
В Рила има над 200 езера и множество минерални извори в разломните зони (Сапарева баня, Долна баня, Костенец, Баня и др.).
В планината има многообразие на растителни видове (около 2000) и разнообразни представители на животинския свят.
Едно от най-забележителните места в Рила е Рилският манастир – най-големият в България, създаден през X век от светеца и отшелник Иван Рилски. Манастирът е с огромно национално, архитектурно и историческо значение.
Средната надморска височина на Рила е 1487 m, а общата площ – 2629 km2. По-голямата част от високите върхове (2500 – 2700 m надморска височина) имат алпийски изглед. Типичен пример за това е Мальовица. Останалата част, най-вече в Източна Рила, представляват високопланински ливади.
Иван Вазов поетично оприличава Рила на крепост, издигната до облаците, със своенравно изкроени гранитни бастиони,… замръзнали в ефира подир последните трусове и конвулсии на мирозданието.

## Геология
Рила е блоково-разломна планина, представляваща сводово издигнат хорст с куполообразна форма, в който се наблюдават две разломни системи – концентрична и радиална. Част е от най-старата суша в района на Балканите – Македоно-Тракийския масив. Планината е изградена основно от метаморфни и интрузивни скали. Ядрото на Рила в по-голямата си част е изградено от гранит. Върху него лежи дебел пласт от кристалинни шисти и гранитогнайси, а над тях на места се срещат пясъчници и конгломерати, резултат от издигнатите терциерни утайки. Следи от тези утайки се откриват в Северозападна Рила на височина до 1900 m. Най-високите части са изградени главно от гранити, а по-надолу следват кристалинни шисти, чиито съставни минерали са последователно наслоени. Представени са от гнайс, слюдени шисти и амфиболошисти. На много места гранитът преминава в гранитогнайс. Тук се намират още мрамори и амфиболити, формирани през палеозоя – преди повече от 250 милиона години и впоследствие при многобройни издигания през периода на терциера. Планината е заледявана на няколко пъти през плиоцена и плейстоцена. Алпийският ѝ релеф е формиран при последното (Вюрмското) заледяване преди 10 – 12 хил. години, когато снежната граница на планината е на 2100 – 2200 метра. Над тази граница ледниците коренно променят съществуващия дотогава релеф, като образуват дълбоки циркуси (огромни кресловидни вдлъбнатини, отворени от едната страна), остри карлинги (пирамидални върхове), скални зъбери (назъбени била), дълги и тесни трогови долини, обширни морени и други типични ледникови форми. По склоновете на някои долини, като Бели Искър, Марица и Рилска река, се наблюдават т.нар. висящи ледникови долини – странични долини, разположени по-високо от главната. Дъната на циркусите са заети от езера с ледников произход. В резултат на изветряне са се формирали сипеи с разнообразен характер. В югозападното подножие на Рила под въздействие на ерозията са се образували Стобските пирамиди.
Морените в Рила се срещат на височина от 1100 до над 2100 m. Най-ниско са по долините на р. Бели Искър, Рилска река и Марица, а най-високо (над 2100 m) – при циркусните езера. Най-големи морени се наблюдават при устията на реките Урдина, Мальовица, Белишка и др.
Поетапното издигане на планината през различните геоложки епохи и големият обхват на вертикалните нагъвания водят до формиране на пет различни по възраст, височина и обхват денудационни нива.
- Най-старото ниво, старомиоценското, обхваща терените по билната част на планината с надморска височина между 2900 и 2600 m. Представлява практически заравнени територии със слабохълмиста повърхност, формирани на мястото на древни горски масиви.
- Следващото ниво, младомиоценското, е разположено по главните странични ридове на планината като обхваща обширни билни заравнености. Заема площи с надморска височина от 2600 до 2300 m.
- Третото ниво, староплиоценското, представлява силно огънато планинско стъпало. Намира се на надморска височина между 1800 и 1600 m.
- Младоплиоценското ниво също е представено от нагънато планинско стъпало. Заема територии с надморска височина до около 1300 m.
- Най-младото ниво има характер на подвижно стъпало, разположено между 1000 и 800 m надморска височина.[7]

Езерата на Рила са най-забележителното наследство от ледниковия период, като над 200 от тях са разпръснати из планината, а Леденото езеро в северната част на връх Мусала е сред най-високите ледникови езера на Балканския полуостров (второ след Горното Полежанско езеро в Пирин).

## Граници и дялове
Огромният купол на Рила се издига над ограждащите я от всички страни планински котловини – Самоковската (на север), Костенецко-Долнобанската (на североизток), Дупнишката (на северозапад), Благоевградската (на югозапад) и Разложката (на юг). Рила се свързва с околните планини чрез 5 седловини – на север Боровецката (1305 m) с ридовете Шипочан и Шумнатица на Ихтиманска Средна гора, на югоизток Юндола (1375 m) и Аврамовата седловина (1295 m) с Родопите, на юг Предела (1140 m) с Пирин и на северозапад Клисурската седловина (1025 m) с Верила. Граничи с долините на следните реки: на север и североизток – Марица, на югоизток – Яденица, Дрещенец и Места, на юг – Градевска и на запад – Струма. В тези си граници Рила заема площ от 2629 km2.

### Хоризонтална подялба според Йован Цвиич
Сръбският геоморфолог Йован Цвиич прави първата известна подялба на Рила през 1896 г. В нея планината е разделена на две части следвайки вододела на Кобилино бранище. Северозападната нарича „Пашаница“, а останалата част – Североизточна Рила. Тази подялба е широко възприета в българските научни среди до края на първото десетилетие на XX век.

### Хоризонтална подялба според Жеко Радев
През 20-те години на XX век българският геоморфолог Жеко Радев ревизира подялбата на Цвиич. Предложеното деление на четири дяла бързо се възприема в тогавашните учебници и помагала по география:
- Северозападен дял, наречен също „Пашаница“ между реките Струма, Джерман, Черни и Леви Искър, и Рилска река;
- Централен дял между реките Бели Искър, Леви Искър, Рилска река и Илийна река;
- Югозападен дял между реките Рилска река, Джумайска Бистрица и Струма;
- Мусаленски дял на изток от Ангелов връх

### Хоризонтална подялба според Павел Делирадев. Съвременно деление
В средата на 30-те години на XX век краеведът Павел Делирадев предлага някои корекции в границите на възприетата подялба на Жеко Радев, като въвежда първично деление на части и детайлно деление на дялове. Първоначално приета като страничен принос в географията на Рила, подялбата на Павел Делирадев е възприета и наложена от политическата конюнктура в България след 1944 година и се следва с минимална промяна до днес в повечето издания на географска тематика у нас.
Според нея Рила се разделя на четири обособени части:
- Източна Рила – това е най-обширната част от рилския масив (37% от общата площ). На запад границата ѝ с другите части на планината минава по долината на река Бели Искър, седловината Горни Куки и долините на реките Станкова и Белишка. Останалите ѝ граници са външни, границите на самата планина. В Източна Рила се намира най-високият връх на Балканите – Мусала, както и 12-те най-високи върха на планината: Иречек, Дено, Манчо и др.[11][12] В тази част са Мусаленските, Маричините и Ропалишките езера, както и язовир Белмекен. В подножието на планината се намира курортът Боровец. Източна Рила се състои от следните дялове:[13]

- Мусаленски дял
- Маришки дял
- Налбантски дял
- Мустачалски дял
- Ибърски дял
- Белмекенски дял
- Славовски дял

- Централна (Средна) Рила – това е най-малката част, 1/10 от площта на Рила, и е известна най-вече с ледниковите езера, които се намират там: Рибни, Джендемски, Манастирски. Простира се между долините на реките Бели Искър, Черни Искър, Леви Искър, Рилска и Илийна. В тази част се намира най-голямото ледниково езеро на Балканския полуостров – Смрадливото езеро. Тук се извисяват върховете Канарата, Черна поляна, Малък и Голям Скакавец, Рилец. Между реките Леви и Бели Искър страховито се издига уединеното било на Скакавците – Голям Скакавец, Малък Скакавец, Пчелина и Свети дух. Някога пътеката за товарни животни от Самоков за Рилския манастир преминавала по Прека река, започвайки от долината на Бели Искър. Друго по-известно било е това на Маринковица и Водния чал. То достига до Кобилино бранище – вододелната седловина между Скакавишка и Мальовишка Рила. В района на Голям Скакавец е разположено може би най-тайнственото езеро в цяла Рила – Йозола. Централна Рила се състои от следните дялове:[13]

- Скакавишки дял
- Маринковишки дял
- Шишковишки дял
- Канарски дял
- Рилецки дял
- Бричеборски дял

- Северозападна Рила – заема близо 25% от територията на Рила и е разположена между долините на реките Рилска (от юг), Леви Искър (от югоизток – изток), Самоковската котловина (от североизток) и Дупнишката котловина (от северозапад – запад). Свързва се с Верила чрез Клисурската седловина, а с Централна Рила – чрез седловината Кобилино бранище.[11][12] Най-високият връх в Северозападна Рила е връх Голям Купен, който е висок 2731 m. В тази част се намират и Седемте рилски езера. Северозападна Рила е известена с множество труднодостъпни красиви върхове и живописни езера в алпийската си част, а по-ниската му северна част е известна като Лакатишка Рила. Северозападна Рила се състои от следните дялове:[13]

- Лакатишка Рила
- Кабулски дял
- Калински дял
- Отовишки дял
- Дамгски дял
- Мальовишки дял

- Югозападна Рила – простира се между долините на реките Рилска, Илийна и Белишка, седловината Предел, Симитлийското и Благоевградското котловинно поле. Площта на тази част е 30% от площта на планината. Най-високият връх е Ангелов връх (2643 m). Тук се намира биосферният резерват Парангалица. С изключение на най-северната малка част, Югозападна Рила няма алпийския облик на останалите рилски части. Река Благоевградска Бистрица я дели на две части – северна и южна; реката разделя ясно и двете главни била – северното и южното.[12] Югозападна Рила се състои от следните дялове:[13]

- Голям мечивръшки дял
- Цареввръшки дял
- Парангалишки дял
- Капатнишки дял
- Хърсовски дял

## Водни ресурси
Рила е важен хидроложки възел за страната с изключително голям хидроенергиен потенциал, представляващ около 1/4 от целия потенциал на страната. Планината попада в хидроложката област с континентално климатично влияние, планинска подобласт. По северните ѝ склонове и връх Мусала минава главният вододел, разделящ двата отточни басейна – Черноморския и Беломорския (Егейски). Водните запаси, които се формират в границите на планината са най-важният ресурс на чиста питейна вода за околните селища, София, част от населението на Северна Гърция и европейската част на Турция. Районът на населените места, разположени по западните склонове на Рила планина разполага с голям излишък от вода, тъй като оттокът надвишава потреблението около 8 пъти. Режимът на рилските реки е в пряка връзка с надморската височина и около половината от водните запаси в планината се намират на височина над 2050 m.

### Реки
От планината извират едни от най-пълноводните и дълги реки на Балканите – Искър, Марица и Места. Изворите на много притоци на тези реки, както и на притоци на Струма, също се намират във високопланинските части на Рила – Бели, Леви, Прав и Черни Искър, Бяла и Черна Места, реките Белишка, Благоевградска Бистрица, Градевска, Рилска. На територията на планината се формират около 10% от водните ресурси на Струма и Места, над 5% от тези на р. Марица и повече от 8% на р. Искър.
Реките, извиращи от Рила, се характеризират с преобладаващо снежно-дъждовен режим. При тях се отчита и най-големият средногодишен отточен модул за България – 14,23 l/s/km2, който за високите части на планината достига до 40 l/s/km2. Пълноводието им до голяма степен зависи от дъждовните води и топенето на снеговете, особено по високите части на планината, където те са най-изобилни. На база на сезонните промени на количеството валежи реките, извиращи от планината се характеризират с пролетно-лятно пълноводие и есенно-зимно маловодие. Във високопланинските райони през зимата те се подхранват предимно от подземни води, поради по-продължителното задържане на снежната покривка и ниските температури. Това довежда до появата на зимното маловодие и по тези причини тук средномесечните минимуми на оттока се проявяват през месец февруари. За средновисоките части на Рила този минимум се отчита през септември. Пролетното пълноводие в Рила планина се обуславя от снеготопенето и нарастването на количеството на валежите през този сезон. В равнинните и нископланински части в този период се наблюдават многобройни речни прииждания, които също са елемент на речния режим. Максималният отток в средните части на планината настъпва през април, а средномесечният максимум на оттока във високопланинските части се отчита през месец май.
На територията на Рила тече Рилска река, която е ляв приток на река Струма и извира от Рибните езера в Рила. Приета е за граница между три дяла на планината Рила – Северозападен, Централен и Югозападен. В долното си течение реката, бидейки българо-османска граница от 1878 до 1912 година, е северна граница на историко-георгафската област Македония.

### Езера
Поради екзарационната дейност на ледниците през кватернера във високопланинските части на Рила са се образували голям брой ледникови езера. От тях по-голямата част са постоянни, около 35 са временни и за всички са характерни малките площ и обем. Обикновено заемат дъната на циркусите, циркусните тераси и троговите долини и са разположени на надморска височина между 2000 и 2600 m. Най-често имат закръглена или елипсовидна форма с малки дължина и ширина, като повечето са с площ под 10 дка. Тези води имат значение не толкова с количеството си, отколкото със своето качество и красотата на езерата, която привлича ежегодно хиляди туристи. Веригата на Седемте рилски езера е най-дългата, най-живописна и най-посещавана езерна група. В Рила са описани около 233 езера, от които 189 циркусни, а останалите имат тектонски или свлачищен произход. Най-голямо е Смрадливото езеро, простиращо се на 212 da и заемащо първо място по този показател между всички ледникови езера на Балканите. Най-дълго е Горното Рибно езеро с дължина 801 m. Преобладават езерата със средна дълбочина 2 – 5 m, като най-дълбоко е Окото (37,5 m), едно от Седемте рилски езера. Най-високо разположено е Леденото езеро (Леденика) – на 2715 m надморска височина, а най-ниско – Сухото езеро, което се намира в Източна Рила на височина 2045 m. Голяма част от езерата са групирани и обикновено се оттичат едно в друго – Седемте рилски езера, Урдините, Мусаленските, Якорудските, Рибни езера и други. В Рила се намират още и по-малко известните Вапски, Грънчарски, Джендемски, Казански (Казанчалски), Манастирски, Маричини, Ропалишки, Скалишки (Реджепски) и Чернополянски (Карааланишки) езера. Някои от тях като Паничище в Северозападна Рила са с тектонски произход, образувани при потъването на части от земната повърхност по разседи и флексури.

### Язовири
В долината на р. Бели Искър е изграден язовир „Бели Искър“, от който част от София се снабдява с питейна вода. Водите на язовира се използват и за производство на електрическа енергия.
Друг голям язовир е Белмекен по поречието на река Сестримска, част от каскадата „Белмекен-Сестримо-Чаира“. Стената му е изградена на надморска височина 2000 m и това го прави най-високият язовир с насипна стена на Балканския полуостров. Категоризиран е за стопански и любителски риболов. Под него се намира язовир Чаира с пад между двата от 700 m. ПАВЕЦ Чаира е подземна електроцентрала и е най-голямата помпено-акумулираща централа в Югоизточна Европа. 
Язовир „Калин“ е изграден на 2394 m надморска височина и е най-високо разположеният язовир в България и на Балканите. Захранва с вода високопланинските водноелектрически централи от Каскада „Рила“ – ПАВЕЦ „Калин“ и ВЕЦ „Каменец“, „Пастра“ и „Рила“. Язовирите „Калин“ и „Карагьол“, който се намира по-ниско от него, са взаимно свързани с пад на водата от 740 m.

### Подпочвени води
Високопланинският пояс на Рила се отличава с относително по-голяма водоносност, която се обуславя от дълбоко разчленения релеф, гъстотата на речно-долинната мрежа, големите валежни количества, поддържащи висок коефициент на инфилтрация, ниското изпарение, продължителното снеготопене, многобройните ледникови циркуси и езера и торфените покривки по високите била. Подземните води са главно пукнатинни. Най-големи количества се акумулират в гранитите и гранитоидните тела, където се събират студени води с активна циркулация, а в по-дълбоките зони – термоминерални находища. Пукнатинните води се дренират от множество малки и големи извори с дебит до 15 – 20 l/s, които от своя страна дават начало на множество реки, рекички и потоци. В долините на реките Дупнишка Бистрица, Санданска Бистрица, Манастирска, Отовица, Осеновска и други, както и в езерните циркуси, се намират студени извори с голям дебит. В двата големи гранитни плутона в Западна Рила с обща площ около 220 km2 естественият воден ресурс се оценява на около 460 l/s. Високопланинските води са ултрапресни и пресни с минимална минерализация и незначителна твърдост. По химичен състав те са обикновено хидрокарбонатни, сулфатни, натриеви или калциеви. Изворните води във високите дялове на планината се отличават и с ниските температури, дори през лятото се срещат извори с температура около 1 – 2 °C. Добри водни акумулатори са и дебелите торфени покривки върху билните заравнености.

### Минерални извори
Минералните води в Рила са свързани предимно с дълбоките разломни структури на земната кора. В подножието на планината извират горещи минерални извори, най-известният от които се намира в Сапарева баня. Водата изскача във вид на гейзер с максимална температура от 101,4 °C. Това е най-горещият извор в България и единственият гейзер на Балканите. Минерални извори са открити още в Благоевград, Разлог, Долна Баня, с. Баня, Осеново и др.
Районът на Костенец е богат на минерални извори с температура 47 – 73 °C. Водите тук са слабо минерализирани, с малко количество радон и много ниска твърдост. Изворите са били известни още в древността, запазени са останки от римски бани и балнеологични съоръжения.
На територията на община Самоков през 1932 г. е каптиран термоминералният извор „Белчин бани“, чиято вода излиза с температура от 37 °C и дебит 8 l/s.

## Върхове в Рила
На територията на Рила се намира най-високият връх в България, връх Мусала с височина 2925 m, измерено от равнището на пристанище Варна. Според някои мнения името му произлиза от „Мус Аллах“, или „място за молитва“, „молитвен връх“, „близо до Аллах“ и е дадено по време на Османското владичество. През периода 1949 – 1962 г. се казва Сталин, по името на съветския диктатор Йосиф Сталин. Върхът е част от Стоте национални туристически обекта.
| Връх                       | Височина [m] | Дял                                                |
| -------------------------- | ------------ | -------------------------------------------------- |
| Мусала                     | 2925         | Мусаленски дял                                     |
| Малка Мусала               | 2902         | Мусаленски дял                                     |
| Иречек                     | 2852         | Мусаленски дял                                     |
| Безименния връх            | 2792         | между Мусала и Алеко, Мусаленски дял, Източна Рила |
| Дено                       | 2790         | Мусаленски дял, Източна Рила                       |
| Студения чал               | 2785         | Мусаленски дял                                     |
| Голям Близнак              | 2779         | Маришки дял, Източна Рила                          |
| Малък Близнак              | 2777         | Маришки дял, Източна Рила                          |
| Манчо                      | 2771         | Източна Рила                                       |
| Песоклива вапа             | 2769         | Източна Рила                                       |
| Овчарец (Юрушки чал)       | 2768         | Маришки дял, Източна Рила                          |
| Маришки чал (Маричин чал)  | 2765         | Източна Рила                                       |
| Голям купен                | 2731         | Мальовишки дял, Северозападна Рила                 |
| Мальовица                  | 2729         | Мальовишки дял, Северозападна Рила                 |
| Среден Купен               | 2724         | Мальовишки дял, Северозападна Рила                 |
| Карааланица (Черна поляна) | 2716         | Централна (Средна) Рила                            |
| Алеко                      | 2713         | Мусаленски дял, Източна Рила                       |
| Рилец                      | 2713         | Централна (Средна) Рила                            |
| Голям Скакавец             | 2705         | Централна (Средна) Рила                            |
| Попова капа                | 2704         | Мальовишки дял, Северозападна Рила                 |

| Връх                   | Височина [m] | Дял                                  |
| ---------------------- | ------------ | ------------------------------------ |
| Малка Мальовица        | 2698         | Мальовишки дял, Северозападна Рила   |
| Лопушки връх           | 2698         |                                      |
| Йосифица               | 2696         | Централна (Средна) Рила              |
| Отовишки връх          | 2696         | Северозападна Рила                   |
| Ловница                | 2695         | Северозападна Рила                   |
| Канарата               | 2691         | Централна (Средна) Рила              |
| Орловец                | 2685         | Северозападна Рила                   |
| Погледец (Йозола)      | 2690         | Северозападна Рила                   |
| Аладжа слап            | 2684         |                                      |
| Злия зъб               | 2678         |                                      |
| Дамга (Вазов връх)     | 2669         | Дамгския дял                         |
| Голям Калин            | 2668         | Калинския поддял, Северозападна Рила |
| Ибър                   | 2666         |                                      |
| Малък Калин            | 2664         |                                      |
| Додов връх             | 2661         |                                      |
| Елени връх             | 2654         |                                      |
| Ангелов връх           | 2643         |                                      |
| Равни чал (Равни връх) | 2637         | Белмекенски дял                      |
| Белмекен               | 2627         | Белмекенски дял, Източна Рила        |
| Камилата               | 2621         |                                      |
| Голям Мечи връх        | 2618         |                                      |
| Голям Полич            | 2615         |                                      |
| Двуглав                | 2605         |                                      |
| Голям Мермер           | 2598         |                                      |
| Кози връх              | 2587         |                                      |
| Иглата                 | 2575         |                                      |
| Голям Мечит            | 2568         |                                      |
| Малък Мермер           | 2562         |                                      |
| Ушите                  | 2560         |                                      |
| Малък Лопушки връх     | 2537         |                                      |
| Ашикларски връх        | 2536         |                                      |
| Малък Мечит            | 2535         |                                      |
| Кабул                  | 2531         |                                      |
| Средни връх            | 2531         |                                      |
| Чемерна                | 2511         |                                      |
| Езерник                | 2485         |                                      |
| Янчов чал              | 2481         |                                      |
| Малък Мечи връх        | 2474         |                                      |
| Курджилък              | 2469         |                                      |
| Будачки камък          | 2447         |                                      |
| Куков връх             | 2411         |                                      |

| Връх              | Височина [m] | Дял                                |  |
| ----------------- | ------------ | ---------------------------------- |  |
| Царев връх        | 2376         |                                    |  |
| Русалия           | 2359         |                                    |  |
| Марков камък      | 2342         |                                    |  |
| Славов връх       | 2304         | Източна Рила                       |  |
| Малка Попова капа | 2180         |                                    |  |
| Капатник          | 2170         |                                    |  |
| Балабаница        | 2157         |                                    |  |
| Трещеник          | 2020         |                                    |  |
| Белчаница         | 1654         | Лакатишка Рила, Северозападна Рила |  |

## Климат
Рила има типичен планински климат. На връх Мусала (2925 m) падат 2000 mm валежи годишно като 80% от тях са от сняг. Там са измерени най-ниските температури за планината – абсолютна минимална температура -31,2 °C при средна месечна температура -11,6 °C, измерена през февруари. Абсолютната максимална температура е 18,7 °C. Отрицателните температури се задържат средно около 9 месеца, като често продължават до края на юни. Устойчиво повишаване на температурата се наблюдава към средата и края на юли. Но дори и през летните месеци температурата не се задържа трайно над 10 °C. От 5 до 10 дни през юни, юли и август са със средна температура над 15 °C. Това определя краткия вегетационен период във високопланинските части. Той варира от 3 до 6 месеца, като над 2000 метра надморска височина трае около 3 месеца.
Във високите части на Рила относителната влажност на въздуха най-често е в границите от 80 до 85%. Най-сухи са студените, зимни месеци. Влажността е различна за северните и южни склонове на Рила. По южните склонове на планината валежите през зимата достигат до 22 – 25% от годишната норма, докато по северните склонове са занижени. По западните и северни склонове максимумът на валежите е през пролетта и лятото, а по източните склонове – през зимата.
Трайно формиране на снежна покривка в зоните непосредствено над 1000 m надморска височина се наблюдава след 10 – 15 декември – за северните склонове, а за южните – след 20 – 30 декември. Снежната покривка се задържа средно 200 – 220 дни в годината, като за ниската зона на планината тя е най-дебела през февруари. Тогава средната месечна дебелина достига 20 – 30 cm. Във високата зона – над 2000 m надморска височина – снежната покривка е най-дебела през март – 70 – 80 cm. В най-високите части максималната дебелина на снежната покривка достига 200 – 240 cm. Средната продължителност на периода с устойчива снежна покривка е 70 – 80 дни за надморска височина 1200 – 1300 m, а при надморска височина над 2000 m достига до 180 – 200 дни. Не са изключение ветрове със скорост 30 – 40 m/s (над 100 km/h), с предимно югозападна и западна ориентация. Северозападните и североизточните ветрове са по-умерени. Средната месечна скорост на вятъра по най-високите планински върхове достига 11 – 12 m/s. В по-ниските части средната месечна скорост се изменя от 1,2 до 2,5 m/s, а в средната височинна зона от 2,5 – 3,2 m/s. 

## Почви
Почвената покривка в Рила има добре изразена вертикална зоналност. В нископланинските части на 800 – 1000 m надморска височина почвите са главно излужени канелени горски, а в среднопланинските – светло кафяви и тъмно кафяви горски почви. По заравненостите на височина от 1700 m до 2100 m преобладават планинско-горските тъмноцветни почви. Териториите над 2200 m са заети от високопланински ливадни почви, а склоновете са покрити със скелетни почви.

## Полезни изкопаеми
Полезните изкопаеми в Рила са малко. Срещат се:
- магнетитни и златоносни пясъци;
- флуорит;
- край с. Бели Искър, гара Сестримо, Белово, с. Белица и др. се добиват мрамори.
- установени са находища на слюди по долината на реките Рилска и Градевска, а бяла слюда се добива при селата Градево и Пастра;
- находища на кафяви и лигнитни въглища са разработени край селата Доспей, Боровец, Габровица и Ораново;
- битуминозни шисти – в околностите на Костенец.[8][14]
- разкрити са следните уранови находища: „Бели Искър“ – северно от яз. Бели Искър; „Белмекен“ – Якорудско, „Добърско“ – Разложко, „Партизанска поляна“ – над Рилския манастир по горното течение на Рилска река; „II, III, IV хоризонт“ – Симитли. [30][31][32][33][34] Повечето от тях са експлоатирани в периода 1956 – 1992 г, когато уранодобивът в България е прекратен.[35] Няколко години по-късно се въвеждат законови мерки за ликвидиране на екологичните вреди от уранодобива.[36].

## Флора
В Рила растат:
- дървета – обикновен габър (Carpinus betulus), зимен дъб (Quercus petraea), обикновен бук (Fagus sylvatica), трепетлика (Populus tremula), бреза (Betula pendula), обикновена ела (Abies alba), бяла мура (Pinus peuce), обикновен смърч (Picea abies), бял бор (Pinus sylvestris) покриват планинските склонове между 1600 до 2000 m.
- цветя – алпийска камбанка (Campanula alpina), планинско омайниче (Dryas octopetala), пролетна съсънка (Pulsatilla vernalis), иглика.

## Фауна
Общо 24 вида от срещащите се в Рила животни са вписани в Световната Червена книга. Гръбначните животни са 172 вида като 121 от тях са вписани в Българската Червена книга, 15 вида – в европейската Червена книга, 24 вида – в червения списък на Международния съюз за защита на природата (IUCN), а 158 – в списъците към Бернската конвенция.

### Безгръбначни
В Рила се срещат 2934 вида безгръбначни животни, като 242 са ендемични видове и подвидове. Общо 13 вида от безгръбначните животни живеещи тук са застрашени от изчезване в световен мащаб, а 41 вида са включени в световни и европейски списъци на застрашени видове.

### Риби
В Рила се срещат 5 вида риби. Различни източници сочат, че видовото разнообразие на рибите достига до 18 като 4 от тях са балкански ендемити. Дъговата и балканската пъстърва обитава езерата и язовирите и по-рядко реките Марица, Ибър, Крива река, Джерман. В рилските езера е широко разпространена лешанката. Видът е интродуциран за стръв от рибари. Някои от езерата са зарибени със сивен. Главочът се среща по-рядко, основно в река Черни Искър.
Ендемитните видове в Рила са български – главоч (Cottus gobio haemusi) и струмски гулеш (Nemacheilus angorae bureschi) и балкански – маришка мряна (Barbus cyclolepis) и балкански щипок (Sabanejewia aurata balcanica).

### Земноводни и влечуги
Планината е обитавана от 20 вида земноводни и влечуги. Сред видовете, които се срещат в най-високите части на планината са планинска водна жаба, алпийски тритон, слепок, живороден гущер, ливаден гущер, усойница и медянка. От тях ендемичен вид е македонският гущер.

### Птици
Птиците са представени от 99 вида (около 25% от орнитофауната на България) като тук са най-многобройните популации на глухара, лещарката и планинския кеклик, на пернатоногата и малката кукумявка. Тук се намират и едни от най-жизнените популации на хищни птици. От вписаните в Червената книга птици тук се срещат осояд, скален орел, горски бекас, белогръб кълвач, черен кълвач, малък креслив орел, сокол орко, голям ястреб, орел змияр, ловен сокол и други. Девет вида птици са престанали да гнездят тук.

### Бозайници
Бозайниците в Рила са 48 вида, като е характерна популацията на дивата коза и високопланинската популация на лалугера. Прилепите в Рила са десет вида, а дребните бозайници се подразделат на насекомоядни, зайци и гризачи. От тях са интересни таралежът, лешниковият сънливец и сляпото куче. Лалугерът е световно застрашен вид. Стабилна, но изолирана високопланинска колония от лалугери е установена в района на връх Белмекен. От по-едрите представители на бозайниците подвидовете на невестулката (Mustela nivalis galinthias) и дивата коза
(Rupicapra rupicapra balcanica) са балкански ендемити.

## Защитени територии
В Рила се намират пет резервата – Парангалица, Централен Рилски резерват, Ибър, Скакавица и Риломанастирска гора с обща площ от 19 898,6 ha. Първите четири са разположени в Национален парк Рила като 89,4% от площта им представлява гори, високопланински ливади и пасища. Резерватът Риломанастирска гора попада в създадения през 2000 година Природен парк Рилски манастир. Парангалица и част от Централен Рилски резерват са вписани в „Списъка на биосферните резервати“ на ЮНЕСКО в рамките на програмата „Човек и биосфера“.

## Население
Разположени в подножието на Рила и икономически свързани с нея са градовете Белица, Белово, Благоевград, Велинград, Долна баня, Дупница, Костенец, Кочериново, Разлог, Рила, Самоков, Сапарева баня, Якоруда, селата Бараково, Стоб, Пороминово, Говедарци и много други.

## Туризъм
Началото на алпинизма в България е положено през 1921 – 1922 г. с катерачески излети в Рила на членове на Юношеското туристическо дружество в град Самоков  Според същия източник в днешно време планината предлага възможности за алпийско, ледено и традиционно катерене по около трасирани 120 маршрута, съсредоточени в Северозападна и Източна Рила. Голяма част от планината е обхваната от национален парк „Рила“, на територията на който се намират множество хижи и туристически пътеки. През парка минават и два основни европейски туристически маршрута – Е4 и Е8. Възможности за пренощуване в парка предлагат 17 туристически хижи с около 1500 легла, по-голямата част от които са стопанисвани от Български туристически съюз. Оформени са 8 главни входа на парка. Поддържането на съоръженията за безопасност, зимната и лятната маркировка по туристическите маршрути са задължения на дирекцията на парка и с Български туристически съюз. В парка се насърчава предимно пешеходният туризъм с цел ограничаване на негативното въздействие от престоя на много хора едновременно или за дълго време.
В парка има хижи, които предлагат настаняване. Такива са хижа „Седемте езера“, която е част е от Стоте национални туристически обекта на Българския туристически съюз, хижа „Скакавица“, „Рилски езера“, „Иван Вазов“, „Македония“, намираща се в местността Мечи проход, „Мальовица“ и други.
В 2009 година официално е открит седалков лифт от хижа „Пионерска“ до хижа „Седемте езера“, което улеснява придвижването до езерата, но вследствие на наплива туристи местността се замърсява от безотговорно отношение на някои от тях.

### Културни и природни забележителности
Рила е сред Стоте национални туристически обекта на България. На нейна територия се намира и националният парк „Рила“. Важни културни или природни забележителности за любителите на туризма са връх Мусала, водопадът Скакавица, Седемте рилски езера, Рилският манастир, Самоковският девически манастир „Покров Богородичен“, Исторически музей, Самоков и други.

#### Мусала
Мусала е най-високият връх в България и на целия Балкански полуостров с височина 2925 m, измерено от равнището на пристанище Варна. Той е шестият по височина в Европа. Мусала се намира в източната част на Рила планина, недалеч от известния курорт Боровец и на около 80 km от София. През лятото се посещава от много туристи от целия свят, но най-много от планинари от България и съседните страни. На върха е изградена високопланинската метеорологична станция Мусала на Националния институт по метеорология и хидрология към БАН. Снегът се задържа на него в продължение на осем месеца, а средната му годишна температура е 3,1 °C. Тук се намира и хижа „Мусала“.

#### Скакавица
Скакавица е името на най-високия водопад в планина Рила. Намира се в северната част на Национален парк Рила. Водопадът е разположен на река Скакавица в Скакавишката долина в подножието на източния склон на връх Кабул, Северозападна Рила. Той се намира на 1750 m надморска височина, а височината, от която пада водата, е 70 m. Най-подходящото време за посещение е през месец май или юни, когато снегът се топи и водопадът е пълноводен. В близост се намира и хижа „Скакавица“, на 1876 m надморска височина.
Скакавица е основен туристически обект в областта. Това се дължи на карстовите извори, разположени в околността, както и на вековните гори от бяла мура, които го заобикалят.

#### Рилски манастир
Рилският манастир се намира в планината Рила, на 1147 m надморска височина и на около 117 km южно от столицата на страната София. Той е най-големият манастир в България и една от най-големите забележителности не само на Рила, но и на цяла България с древната си история, своеобразната архитектура и заобикалящата го красива природа. Той е на 5 етажа, като видими са само 4 от тях. Тази особеност на сградата се обяснява с ограниченията, които са наложени от османската власт през 1834 г., когато са строени повечето от тогавашните сгради. Той е с форма на неправилен петоъгълник, като стените му са изработени от камък и са високи 24 m.
В партерния етаж е разположен музеят, който има богата сбирка от експонати. Манастирът има и своя библиотека, в която са запазени ръкописи от XI до XIX век. В магерницата на манастира се е приготвяла храната за монасите. Манастирът притежава ценни икони, стенописи, както и тленните останки на монаха отшелник Иван Рилски.
Манастирът „Свети Иван Рилски“ е построен на мястото на стара постница през 927 – 941 г. от Иван Рилски (или, според някои автори, от негови ученици). Това става по времето на царуването на цар Петър (927 – 968 г.). В двора на днешния манастир през 1335 г. е издигната отбранителна кула и малка еднокорабна черква от местния феодален владетел протосеваст Хрельо. Кулата носи неговото име – Хрельовата кула и е най-старата запазена сграда в манастирския комплекс като по стил принадлежи към архитектурата на Търновската художествена школа. На върха на кулата се намира параклиса „Св. Преображение“ с ценни фрески от 30-те години на XIV век.
През 1778 година манастирът става жертва на стихиен пожар. Възобновен е през 1784 година от Алекси Рилец, който през 1816 – 1819 година проектира и строи източното, северното и западното крило. Значителна част от манастира е опожарена отново през 1833 година, като възстановяването му отново е извършено от Алекси под ръководството на тогавашния игумен Йосиф Строителя. В 1840 година е изработен нов иконостас на църквата от Петър Филипов, Алекси Станишев и Димитър Станишев.
Рилският манастир е обявен за национален исторически паметник през 1976 година, а през 1983 година е вписан в книгата на ЮНЕСКО за световно културно наследство. През април 1991 година с постановление на Министерския съвет на Република България е възстановен монашеският статут на манастира и неговата автономия в рамките на Българската православна църква.

#### Седемте рилски езера
Седемте рилски езера е група ледникови езера в планината Рила. Това е най-посещаваната от туристи езерна група в България, част от Стоте национални туристически обекта. Езерата се намират в Дамгския дял на Северозападна Рила и са разположени между 2100 и 2500 m надморска височина. Те са стъпаловидни – вдлъбнатини по склона на планината, като отделните езера са свързани помежду си чрез малки поточета. При преминаването на водата по тези поточета се образуват малки водоскоци и водопади.
В близкото минало стъпаловидният циркус на Седемте езера и самата езерна група се е наричал Еди гьол, а езерата – Едигьолски. Отделните езера са носили имена, различни от днешните. Те са се казвали както следва: Сълзата – Баш гьол, Окото – Чанак гьол, Бъбрека – Кара гьол, Близнака – Чифте гьол, Трилистника – Средния гьол. Последните две езера – Рибното и Долното, не са имали самостоятелни имена.

#### Парк за танцуващи мечки
Паркът за реадаптация на танцуващи мечки е минирезерват за бивши питомци на цигани мечкари в Рила, на площ 12 ha на 1200 m надморска височина, на 12 km от Белица и 180 km южно от София.
Проектът стартира през май 1999 г. Идеята му е животните, традиционно използвани от циганите мечкари за събиране на подаяния (водачът на мечката свири на гъдулка или друг инструмент, тя „танцува“), да бъдат върнати в естествената им среда.

## Промишленост
- Дърводобив
- Електропроизводство – При язовир Белмекен и язовир Чаира е разположена каскадата Белмекен-Сестримо-Чаира, която включва ПАВЕЦ Чаира, ПАВЕЦ Белмекен, ВЕЦ Сестримо и ВЕЦ Момина клисура.
- Целулозно-хартиена промишленост – завод в град Белово

## Екологични проблеми

### Последици от уранодобива в Рила
За проучване на находище „Бели Искър“ са използвани сондажи и щолни; прокарана е сляпа шахта с дълбочина 240 m. В процеса на разкриване са прокарани 9 щолни, а добивните работи са извършени на три хоризонта. Находището е изчерпано след като са добити 79,4 t уран.
Понастоящем седем от деветте щолни са сухи и засипани. Щолни №32 и №3 са отворени и от тях има водоизлив в близката река Бели Искър. Измерената концентрация на радон в щолна №32 е 150 – 209± 71 Bq/m3. Лабораторният анализ на водите от щолната показва следният резултат: естествен уран – 625 Bq/m3, Ra – 80 Bq/m3, α-активност 400 Bq/m3, β-активност – 770 Bq/m3. Измерените концентрации на радон в щолна №3 са 1210 ± 91 Bq/m3; 5680 ± 471 Bq/m3 и 45400 ± 1930 Bq/m3.

### Бъдещи ползи и вреди от курортна дейност
През 2006 година възниква спор между природозащитници и инвеститори във връзка с изграждането на огромен ски център „Паничище – Езерата – връх Кабул“. Центърът, 10 пъти по-голям от ски зона „Банско“, трябва да включва 14 алпийски трасета, 27 нови писти с обща дължина 80 km, 21 ски съоръжения и множество нови хотели с капацитет максимално 4600 души плюс разширяване на базата на Паничище до макс. 8000 души. Компанията „Рила спорт“ е готова да инвестира 30 млн. евро, а Община Сапарева баня участва с апортни вноски.
Притесненията на природозащитниците са свързани с това, че проектираните писти се намират в лавиноопасни и вододайни зони, че в нарушение на законодателството се гради в национален парк и природен парк без разрешение от МОСВ, общественото обсъждане е недостатъчно, нарушават се предприсъединителните споразумения към ЕС, възможно е спиране на сертифицирането на Рила към мрежата „Панпаркс“. Антропогенните вреди вероятно ще се изразяват в: нарушаване на биологичното разнообразие (разкъсване и унищожаване на хабитатите на защитени видове, вкл. включени в Червената книга на България като врабчовата кукумявка и реликтния трипръст кълвач), обезлесяване и ерозия (сходна с тази, довела до обсъждане за изваждане на Пирин от Списъка с обекти на световното природното наследство на ЮНЕСКО).

## Други
На Рила е наречена улица в квартал „Обеля“ в София (Карта).

## Топографска карта
- Лист от карта K-34-71. Мащаб: 1 : 100 000.
- Лист от карта K-34-72. Мащаб: 1 : 100 000.
- Лист от карта K-34-83. Мащаб: 1 : 100 000.
- Лист от карта K-34-84. Мащаб: 1 : 100 000.